# Hades (computerspel)
Hades is een computerspel ontwikkeld en uitgegeven door Supergiant Games voor de Switch, macOS, Windows, PlayStation 4, PlayStation 5, Xbox One en Xbox Series. Het actierollenspel is uitgekomen op 17 september 2020. De versies voor PlayStation en Xbox verschenen een jaar later op 13 augustus 2021.

## Plot
De speler neemt de rol aan van Zagreus, de zoon van Hades, en moet proberen te ontsnappen uit de Onderwereld om de hoogste berg in Griekenland de Olympus te bereiken. Elke keer dat de reis wordt uitgevoerd zijn er andere vijanden en beloningen.

## Ontvangst
| Recensiescore       | Recensiescore |
| Recensieverzamelaar | Score         |
| ------------------- | ------------- |
| Metacritic          | 93%           |
| Publicist           | Score         |
| Destructoid         | 9             |
| Eurogamer           | Essentieel    |
| Famitsu             | 38/40         |
| Game Informer       | 8,5           |
| GameSpot            | 9             |
| IGN                 | 9             |
| Power Unlimited     | 9,2           |

Het spel ontving zeer positieve recensies. Men prees het verhaal, de personages, vlotte gameplay en muziek. Op Metacritic, een recensieverzamelaar, heeft het spel een score van 93% voor alle platforms.
Hades is door meerdere vakbladen benoemd tot een van de beste computerspellen ooit gemaakt. In 2021 ontving het tijdens de D.I.C.E. Awards de prijs voor Game of the Year.